# Протей (соратник Александра Македонского)
Протей (др.-греч. Πρωτέας) — молочный брат и соратник Александра Македонского. Во время войны с персами отличился, когда смог захватить восемь кораблей Датама около Сифноса, тем самым предупредив отпадение греческих полисов от Македонии. Получил известность в первую очередь как постоянный участник застолий Александра, который мог необыкновенно много выпить.

## Биография
Протей родился в середине 350-х годов до н. э. Его отцом, по всей видимости, был военачальник Андроник, сын Агерра, а матерью — представительница знатного македонского рода Ланика. Кроме Протея у пары было ещё два сына, которые погибли во время осады Милета в 334 году до н. э. Плутарх упоминает ещё одного брата Протея Феодора, которому Александр предложил десять талантов за одну музыкантшу. Ланика стала кормилицей и нянькой юного царевича Александра, а Протей, соответственно, молочным братом будущего царя. По предположению Ф. Шахермайра, Протей воспитывался вместе с наследником Филиппа II и был ему очень близок.
В момент перехода войск Александра из Македонии в Азию Протей оставался дома. После победы при Гранике в 334 году до н. э. персы постарались создать угрозу для Македонии в Эгейском море. Перед наместником Александра в Македонии Антипатром стала задача не допустить атаки Греции со стороны моря. Он поручил Протею собрать флот на Эвбее и Пелопоннесе. Когда Протей узнал, что часть персидского флота под командованием Датама находится около Сифноса Кикладского архипелага с целью способствовать антимакедонским выступлениям на островах и войти в соглашение со спартанцами, то выступил с пятнадцатью кораблями ему навстречу. Протей смог незаметно ночью подойти к судам Датама и, использовав эффект неожиданности, захватить восемь из них. Сам Датам на двух кораблях смог бежать к основному персидскому флоту. По мнению историка И. Г. Дройзена, эта победа Протея предупредила отпадение греков от Македонии и их переход на сторону персов.
Впоследствии Протей на пентеконторе присоединился к Александру в Сидоне. По замечанию историка В. Хеккеля, точно неясно, осуществлял ли Протей какую-то специально порученную ему миссию или же участвовал в активных военных действиях против Тира.
По словам Элиана, Протей мог необыкновенно много выпить. Согласно Плутарху, Протей умел развлекать Александра Македонского шутками во время застолий. Также, он передаёт историю о том, как Протей попал в немилость к царю. Когда Александр решил простить своего приближённого, Протей попросил какой-то залог царского расположения. В ответ Александр приказал выдать Протею громадную сумму в пять талантов. В 328 году до н. э. во время пира Александр убил, о чём впоследствии сильно сожалел, своего приближённого Клита Чёрного, который приходился Протею дядей по материнской линии. В источниках нет данных о том, как Протей воспринял произошедшее. По всей видимости, он и дальше оставался приближённым македонского царя. Афиней со ссылкой на историка Эфиппа передаёт историю о том, как Протей перепил Александра. После такого «состязания» царь заболел и вскоре умер. Несмотря на то, что античные историки называли главным выпивохой в войске Александра Протея, во время «винного состязания» после самосожжения Калана стал Промах.
Существует предположение о том, что Протей-флотоводец и Протей-завсегдатай пиров Александра являлись тёзками.
У Протея был внук с тем же именем, упомянутый Афинеем в качестве такого же, как и дед, любителя неумеренной выпивки.

## В литературе
Французский писатель М. Дрюон в книге «Александр Македонский, или Роман о боге» изобразил Протея товарищем Александра, который обучался вместе с молодым царевичем у Аристотеля. В этой книге Протей погиб во время осады Милета 334 года до н. э.

### Исследования
- Дройзен И. Г. История эллинизма. История Александра Великого. — М.: Академический Проект, 2011. — 623 с. — (Технологии истории). — ISBN 978-5-8291-1304-9.
- Шахермайр Ф. Александр Македонский. — 2-е. — М.: Главная редакция восточной литературы, 1986. — 384 с. — (По следам исчезнувших культур Востока).
- Шифман И. Ш. Александр Македонский / ответственный редактор Э. Д. Фролов. — Л.: Наука, 1988. — ISBN 5-02-027233-7.
- Шофман А. С. Первый этап антимакедонского движения периода восточных походов Александра Македонского // Вестник древней истории. — М.: Наука, 1973. — Вып. 126, № 4. — С. 117—135.
- Heckel W. Who's Who in the Age of Alexander the Great: Prosopography of Alexander's Empire (англ.). — Malden; Oxford; Carlton: Blackwell Publishing, 2006. — ISBN 1-4051-1210-7.
- Heckel W. Alexander’s Marshals. A study of the Makedonian aristocracy and the politics of military leadership (англ.). — 2nd. — London; New York: Routledge, 2016. — ISBN 978-1-138-93469-6.
- Heckel W. Who's Who in the Age of Alexander and his Successors. From Chaironea to Ipsos (338—301 BC) (англ.). — Barnsley: Greenhill Books, 2021. — 554 p. — ISBN 978-1-78438-648-1.
- Ziegler K.[нем.]. Proteas 3 // Paulys Realencyclopädie der classischen Altertumswissenschaft :  [нем.] / Georg Wissowa. — Stuttgart : J. B. Metzler’sche Verlagsbuchhandlung, 1957. — Bd. XXIII, Erste Hälfte (XXIII, 1). — Kol. 929.

### Художественная литература
- Дрюон М. Александр Македонский, или Роман о боге. — М., 2011. — ISBN 978-5-699-51115-0.